# Roscoepoundia croceola
Roscoepoundia croceola är en svampart som först beskrevs av Pier Andrea Saccardo, och fick sitt nu gällande namn av Carl Ernst Otto Kuntze 1898. Roscoepoundia croceola ingår i släktet Roscoepoundia, divisionen sporsäcksvampar och riket svampar.   Inga underarter finns listade i Catalogue of Life.